# The Sunday Roast
The Sunday Roast est une émission de télévision australienne hebdomadaire de Rugby à XIII, qui suit le déroulement de la National Rugby League. Elle est diffusée le dimanche et commentée par Andrew Voss, Terry Kennedy, Mark Geyer et Phil Gould.

## Vidéographie
Exemple d'une séquence dans l'émission en mai 2008